# ChemMedChem
ChemMedChem — рецензований науковий журнал, що виходить раз на два тижні та присвячений медичній хімії. Видавець Wiley-VCH від імені Chemistry Europe. Крім оригінальних досліджень у формі повних статей і коротких повідомлень, журнал містить оглядові статті (рецензії, міні-огляди, огляди патентів, есе, важливі повідомлення), а також періодичні огляди книг і звіти з конференцій.
Охоплені теми включають конструювання, розробку та транспорт ліків, молекулярне моделювання, комбінаторну хімію, валідацію цільових ліків, дослідження ADME  інаномедицину (включаючи цільову доставку ліків, тераностику та нанопрепарати).
Перший том був опублікований на початку 2006 року під керівництвом двох хімічних товариств-засновників: Німецького хімічного товариства та Італійського хімічного товариства.
Відповідно до Journal Citation Reports, імпакт-фактор журналу на 2021 рік становить 3,540.